# تقسیمات کشوری یمن

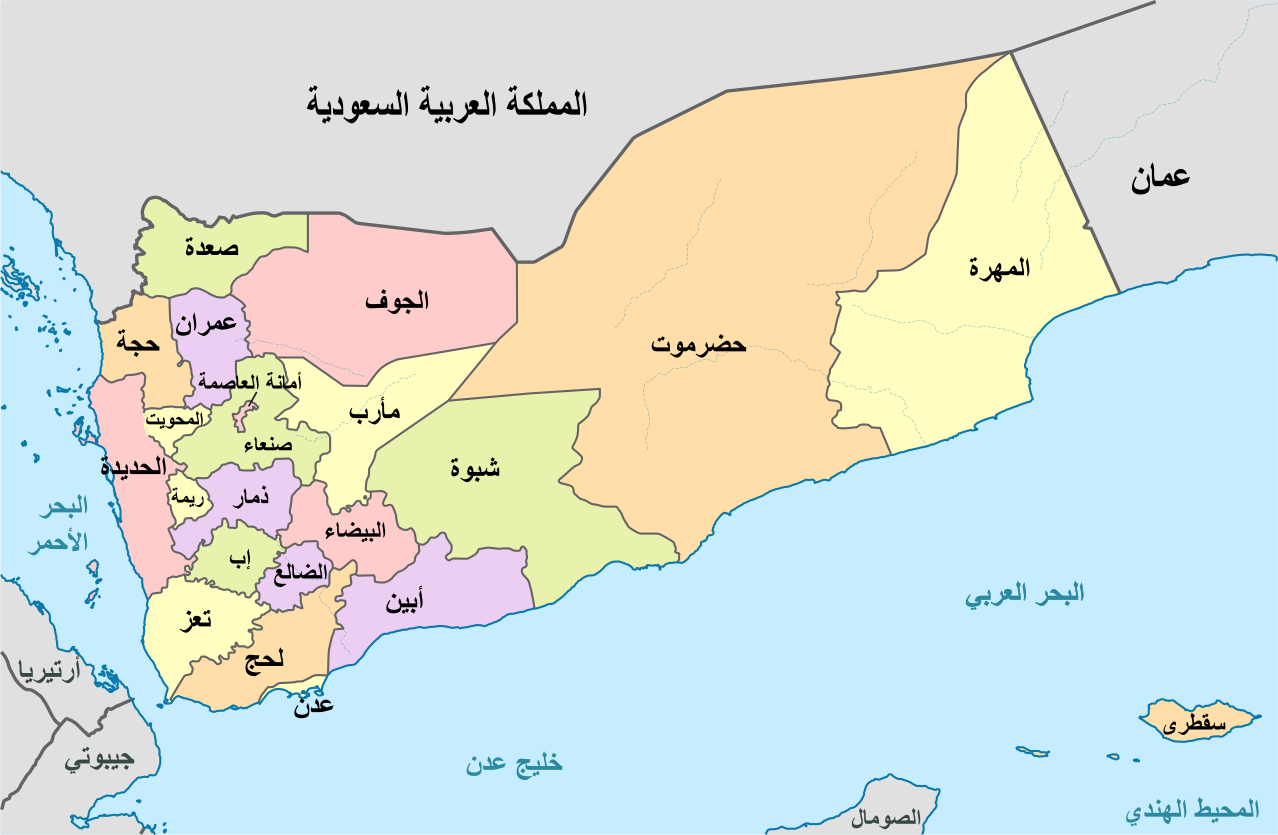
استانهای یمن.

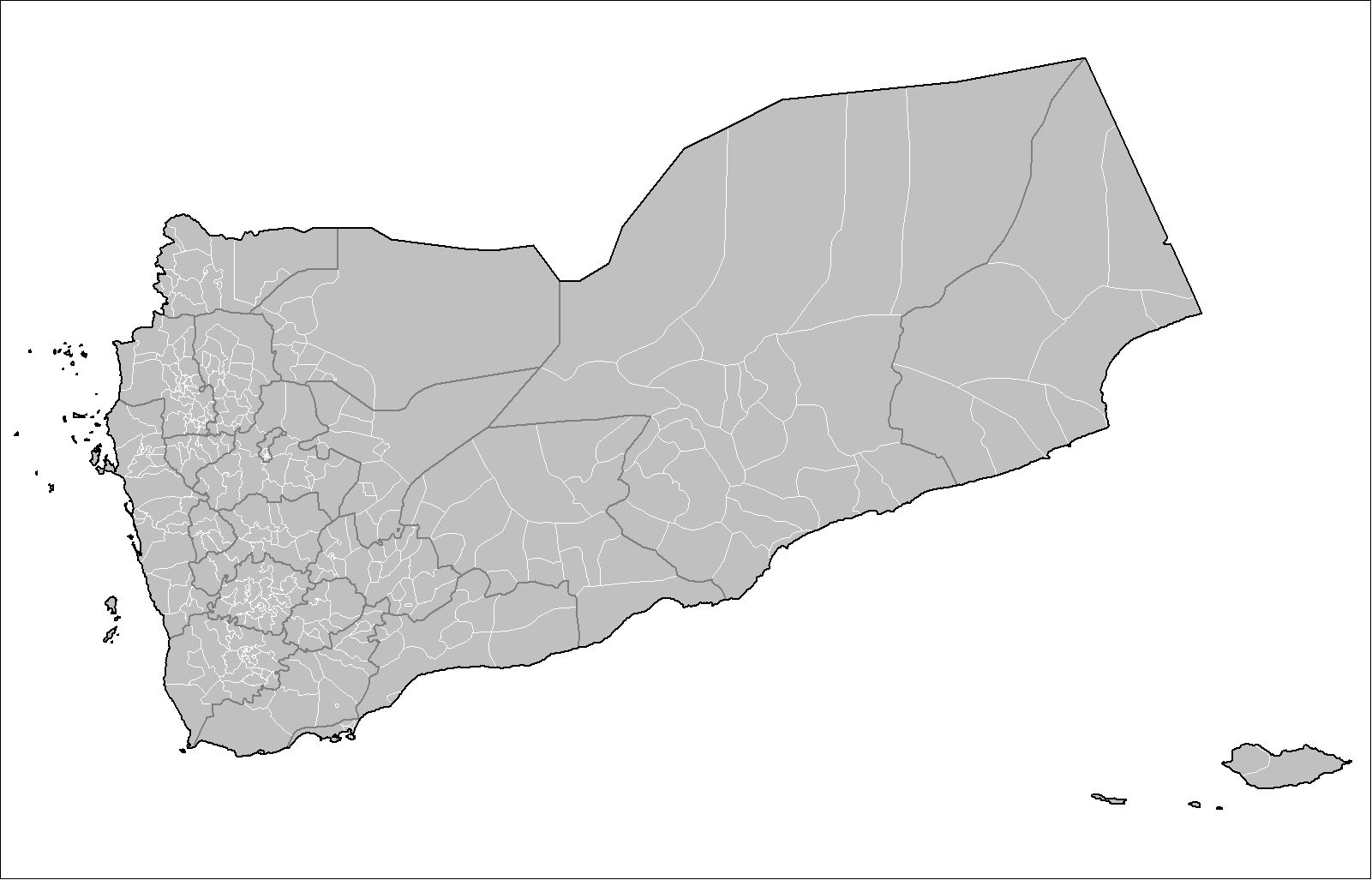
مرزبندی شهرستانهای یمن در استانهای گوناگون.

تقسیمات کشوری یمن اینگونه است که این کشور را به دو بخش اصلی (استانها و شهرستان‌ها) تقسیم می‌کند. یمن ۲۲ استان دارد؛ از جمله صنعا (Amanat Al Asima) و مجمع الجزایر سقطرا.
در گام دوم ۲۲ استان به ۳۳۳ شهرستان بخش می‌شوند، و این شهرستا‌‌ن‌ها به ۲۲۱۰ زیربخش و سپس به ۳۸۲۸۴ روستا تقسیم می‌شوند (برپایه اطلاعات ۲۰۰۱).
در درازنای تاریخ، یمن تقسیمات کشوری گوناگونی داشته‌است. در دوران عثمانی، ولایت یمن (به عربی: ولایة) به سنجاق‌ها تقسیم می‌شد (لیوا نیز گفته می‌شد).
سنجاق‌ها سپس به کازاها تقسیم می‌شدند. در دوران پادشاهی متوکلی یمن، برخی از عناصر در یک تقسیم تازه ادغام شدند. این تقسیمات نیز با تعدیل جزئی، از سوی جمهوری عربی یمن بکارگرفته شدند.

## تاریخ معاصر
یمن پس از ادغام «جمهوری عربی یمن» (یمن شمالی) و «جمهوری دموکراتیک خلق یمن» (یمن جنوبی) در ماه مه ۱۹۹۰ یک کشور یگانه شد.
یمن جنوبی:

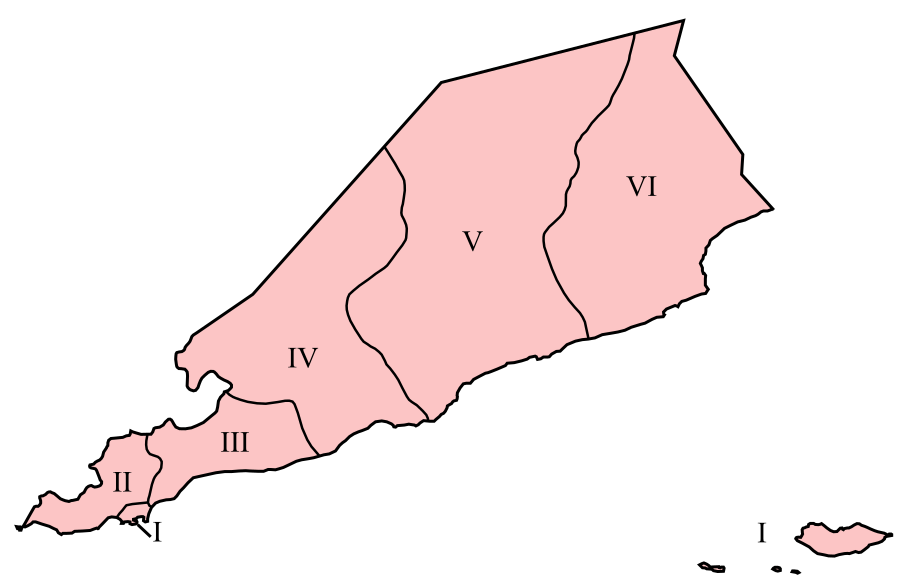
استانهای یمن جنوبی.

به دنبال استقلال ، یمن جنوبی به شش استان (به عربی: محافظه) تقسیم شد که دارای مرزهای تقریباً طبیعی بودند و به هر کدام از آنها به جای نام، یک عدد رومی داده شده بود.
| شماره رومی استان | نام    | گستردگی تقریبی (km.²) | پایتخت       |
| I                | عدن    | 6,980                 | عدن          |
| II               | لحج    | 12,766                | لحج          |
| III              | ابین   | 21,489                | زنجبار (یمن) |
| IV               | شبوه   | 73,908                | عتاق         |
| V                | حضرموت | 155,376               | مکلا         |
| VI               | مهره   | 66,350                | غیضه         |

یمن شمالی:
تا سال ۱۹۸۰ ، یمن شمالی به دو استان تقسیم میشد. در این سال ، این کشور به هشت استان (به عربی: liwa) بخشبندی شد.
| Name        | Approximate area (km.²) |
| Al-Bayda'   | 15,000                  |
| Al-Hudaydah | 35,000                  |
| Hajjah      | 17,000                  |
| Ibb         | 13,000                  |
| Rida'       | 10,000                  |
| Sa`dah      | 18,000                  |
| San`a'      | 80,000                  |
| Ta`izz      | 12,000                  |

## بن‌مایه
- همکاری‌کنندگان ویکی‌پدیا، «Administrative divisions of Yemen»، ویکی‌پدیای انگلیسی، دانشنامهٔ آزاد (بازیابی ۱۶ دی ۱۳۹۹).